# Geyersvlijt
Geyersvlijt is een woonwijk van Paramaribo en was een plantage aan de Surinamerivier in Suriname.
De plantage was gelegen tussen La Liberté en Morgenstond. In het Sranantongo heette zij Jan Koiri. De eigenaar van de plantage heette Jan Geyer.

## Geschiedenis

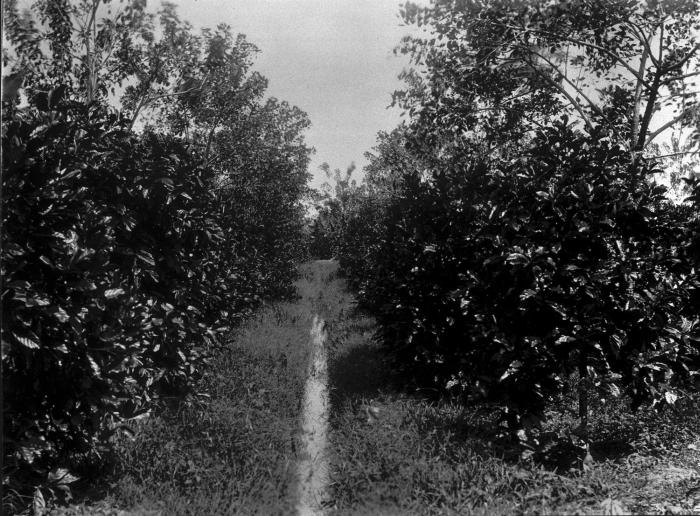
Koffiestruiken op een plantage

In de jaren 1786 – 1788 werd ten noorden van Paramaribo gronden uitgegeven met het doel de voedselvoorziening van de stad veilig te stellen. De percelen waren, ter voorkoming van de plantagelandbouw, bewust klein gehouden, ze hadden een oppervlakte van 50 akkers. Echter, al snel na de uitgifte werden verschillende percelen samengevoegd, zodat er toch kleine plantages ontstonden. Geyersvlijt ontstond door de samenvoeging van vier percelen. Zo ontstond een plantage van 200 akkers. Dit was het werk van Johan Christiaan Geyer, een Duitser die op 19-jarige leeftijd als soldaat naar Suriname was gekomen. Hij had maatschappelijk succes, werd eerst eigenaar van de plantages 'De Vrede' en 'De Nieuwe Hoop' aan de Parakreek en kocht daarna Geyersvlijt. Daarnaast werd hij raadsheer van Civiele Justitie. Geyer had de gewoonte om elke dag een wandeling (kuier of koiri) naar de stad te maken om daar met zijn vrienden een biertje te drinken. De Geyersvlijt was aangelegd als koffieplantage, maar produceerde in de jaren 1820 – 1825 katoen. Door overname van de naast gelegen grond "aan Susanasdaal" groeide de plantage naar 500 akkers.
Geyer trouwde in 1775 met Anna Ester Binsbergen. Hun dochter, Anna Catharina, trouwde later met een van de grootste administrateurs in Suriname, Carel Ludwig Weissenbruch. Hij voerde de administratie over 62 plantages, waarvan er slechts één zijn bezit was. Tijdens zijn beheer werd Geyersvlijt samengevoegd met de buurplantage 'Johannes-Hoop' en werd de oppervlakte 971 akkers. Op de plantage werd weer koffie verbouwd. Johanneshoop was aangelegd door de landmeter J.H. Moseberg. Na het overlijden van Weissenbruch in 1832 hertrouwde Anna Catharina met Diederik Janssen Eyken Sluyters. Deze was opgeleid als predikant, maar oefende dat beroep in Suriname niet uit. Het huwelijk maakte van Janssen Eyken Sluyters een rijk man. Hij nam veel plantageadministraties over van zijn voorganger en werd bovendien bestuurder van de vier plantages van zijn vrouw. Die plantages waren Geyersvlijt (koffie en cacao), 'Ornamibo' (suiker) met de naastgelegen gronden van de voormalige suikerplantage 'Vredenburg', de houtgrond 'La Prosperité' en verder een 1/9 aandeel in 'Livorno' (suiker). Zijn vrouw overleed al spoedig en Janssen Eyken Sluyters ging met zijn kinderen terug naar Nederland. De zoons Tjark en Johan keerden later terug naar Suriname. Tjark nam de plantages en administraties over en Johan werd lid van de rechterlijke macht.
Op het moment van de emancipatie werkte hier 120 tot slaaf gemaakte arbeiders.

### Na de emancipatie

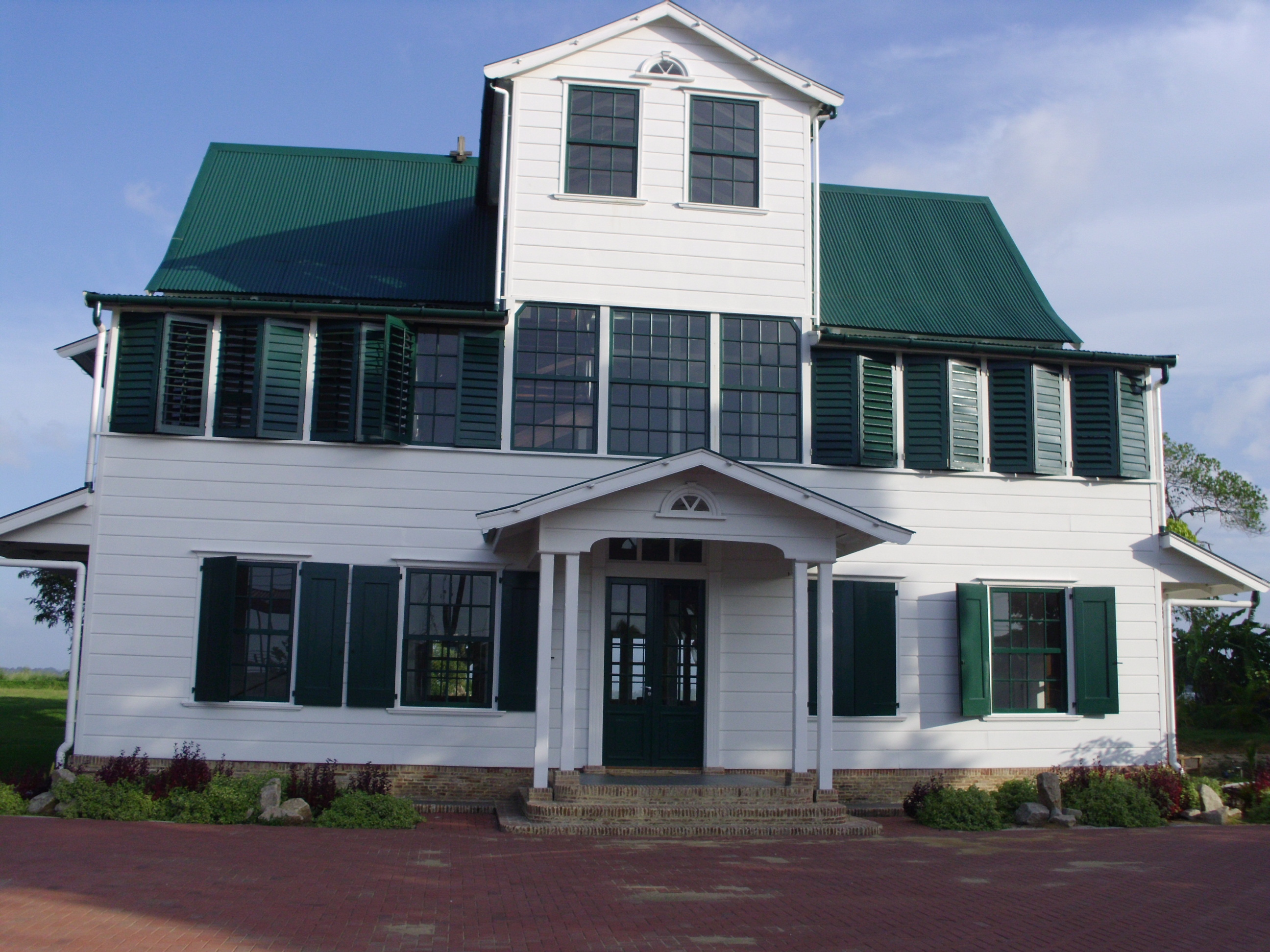
Plantagehuis Geyersvlijt anno 2015.

Na de emancipatie in 1863 begon de plantage vanaf 1894 met te werken met contractarbeiders. In totaal arriveerden er 108 arbeiders uit Brits-Indië en 470 arbeiders uit Java op de plantage.
Tot 1909 was de plantage eigendom van de naamloze vennootschap Geyersvlijt die gevestigd was te Amsterdam. De vennoten waren de erven Eyken Sluyters. In 1909 kwam de plantage in handen van de firma Haas. In dat jaar was Thomas Waller gezagvoerder. De plantage was toen al succesvol overgeschakeld op de teelt van cacao en bacoven. In 1913 behoorde Geyervlijt tot de plantages met de hoogste bacovenproductie. Later is toch weer teruggekeerd naar de teelt van koffie want in 1930 behoorde Geyersvlijt tot de plantages met de hoogste koffieproductie van Suriname. In 1935 werd de sluiting van de plantage aangekondigd.
Vanaf circa 1950 schakelde de plantage over op citrus. Omstreeks 1970 werd de plantage aangekocht door de overheid voor de uitbreiding van Paramaribo. Het voorland met het plantagehuis was bij deze koop niet inbegrepen en is nog particulier bezit. Het plantagehuis, de voormalige directeurswoning, is in oude stijl opgeknapt.

### Bouwgrond
Na de Surinaamse onafhankelijkheid, in november 1975, is de plantage in de jaren 1977-1979, met ontwikkelingshulp door Nederland, bouwrijp gemaakt door de Surinaamse Constructie Maatschappij (SCM) met ontwerp en directievoering van het ingenieursbureau Ilaco Suriname. Het plantageterrein is daarbij verdeeld in bouwpercelen, riolering en geasfalteerde wegen zijn aangelegd en er werd een gemaal gebouwd aan de Anton Dragtenweg.

## Schenking
In 1865 schonk Tjark Janssen Eijken Sluyters, zijn verzameling opgezette inlandse vogels, viervoetige dieren en andere naturalia door toedoen van de toenmalige gouverneur Reinhart Frans van Lansberge aan Suriname, in plaats van alles naar Europa te zenden. In 1867 vormde dit de basis voor de oprichting van het Koloniaal Museum in Paramaribo.